# Нарциновые
Нарциновые (лат. Narcinidae) — семейство хрящевых рыб отряда электрических скатов. Ведут донный образ жизни, характеризуются крупными, уплощёнными грудными плавниками в форме диска и длинным хвостом. Они способны генерировать электрический ток. Члены семейства встречаются по всему миру в тёплых умеренных и тропических водах на континентальном шельфе и материковом склоне. Это исключительно морские рыбы. Они предпочитают держаться на песчаном дне в закрытых бухтах, эстуариях у коралловых рифов и устьях рек, однако встречаются на глубине до 1071 м. Максимальная зарегистрированная длина 66 см, размер большинства видов не превышает 50 см. Научное название семейства происходит от слова др.-греч. νάρκη — «оцепенение», «неподвижность».

## Описание
Размер взрослых скатов колеблется от 15 до 66 см. У них овальные, закруглённые или лопатовидные грудные диски и довольно толстый хвост. Рыло удлинённое, закруглённое или кругло-заострённое. Его каркас могут составлять широкие ростральные хрящи. Рот прямой, с крепкими, удлинёнными и способными сильно выдвигаться вперёд челюстями, окружёнными по периферии заметной бороздой. Ноздри расположены непосредственно перед ртом и соединены с ним широкой канавкой. Они окружены короткими кожными складками, которые соединяются, образуя широкий лоскут, частично покрывающий рот. Зубы мелкие с одним остриём, они видны даже когда рот закрыт (за исключением диплобатисов). Имеются два спинных плавника примерно одного размера и крупный хвостовой плавник.
Окраска дорсальной поверхности тела варьируется от беловатой и желтоватой до коричневой, серо-коричневой, зеленоватой или чёрной (у глубоководных видов). Она может быть ровной, пятнистой, полосатой или глазчатой. Вентральная поверхность, как правило, окрашена в белый цвет или в чёрный (у глубоководных скатов). У основания грудных плавников сквозь кожу проглядывают электрические парные органы в форме почек.

## Биология
Скаты, принадлежащие к семейству Narcinidae, являются медлительными донными рыбами. Рацион состоит в основном из мелких донных рыб и беспозвоночных. Благодаря сильно выдвигающимся челюстям они способны добывать жертву из грунта. Эти скаты могут генерировать электрический ток средней силы, электрический разряд колеблется в пределах 8—37 вольт, он намного слабее разряда, испускаемого гнюсами. Все виды размножаются яйцеживорождением, эмбрионы вылупляются из яиц в утробе матери.

## Классификация
В нижеприведённом систематическом перечне семейство нарциновых понимается в широком смысле, согласно справочнику «Fishes of the World» Джозефа Нельсона (2016); роды и виды даны согласно сайту FishBase по состоянию на декабрь 2022 года. Сайт FishBase рассматривает подсемейства Narcininae и Narkinae Нельсона как семейства Narcinidae и Narkidae соответственно.
- Подсемейство Narcininae T. N. Gill, 1862 — Нарцинины[8]
  - Benthobatis Alcock, 1898 — Глубоководные электрические скаты
    - Benthobatis kreffti Rincón, Stehmann & Vooren, 2001
    - Benthobatis marcida B. A. Bean & A. C. Weed, 1909 — Блёклый глубоководный электрический скат
    - Benthobatis moresbyi Alcock, 1898 — Электрический скат Морсби
    - Benthobatis yangi M. R. de Carvalho, Compagno & Ebert, 2003

  - Diplobatis (Bigelow & Schroeder, 1948) — Диплобатисы
    - Diplobatis colombiensis Fechhelm & McEachran, 1984
    - Diplobatis guamachensis Martín Salazar, 1957 — Венесуэльский диплобатис
    - Diplobatis ommata (D. S. Jordan & C. H. Gilbert, 1890) — Панамский диплобатис
    - Diplobatis pictus G. Palmer, 1950 — Гайанский диплобатис

  - Discopyge Heckel, 1846 — Тембладеры
    - Discopyge castelloi Menni, Rincón & M. L. Garcia, 2008
    - Discopyge tschudii Heckel, 1846 — Тембладера

  - Narcine Henle, 1834 — Нарцины
    - Narcine atzi M. R. de Carvalho & J. E. Randall, 2003
    - Narcine baliensis Carvalho & White, 2016
    - Narcine bancroftii E. Griffith & C. H. Smith, 1834)
    - Narcine brasiliensis (Olfers, 1831) — Бразильская нарцина
    - Narcine brevilabiata Besednov, 1966
    - Narcine brunnea Annandale, 1909
    - Narcine entemedor D. S. Jordan & Starks, 1895 — Малая нарцина
    - Narcine insolita M. R. de Carvalho, Séret & Compagno, 2002
    - Narcine leoparda M. R. de Carvalho, 2001
    - Narcine lingula Richardson, 1846
    - Narcine maculata (G. Shaw, 1804) — Пятнистая нарцина
    - Narcine oculifera M. R. de Carvalho,  Compagno & Mee, 2002
    - Narcine prodorsalis Besednov, 1966
    - Narcine rierai (Lloris & Rucabado, 1991)
    - Narcine timlei (Bloch & Schneider, 1801)
    - Narcine vermiculata Breder, 1928

  - Narcinops Whitley, 1940
    - Narcinops lasti (M. R. de Carvalho & Séret, 2002)
    - Narcinops nelsoni (M. R. de Carvalho, 2008)
    - Narcinops ornatus (M. R. de Carvalho, 2008)
    - Narcinops tasmaniensis (Richardson, 1841)
    - Narcinops westraliensis (McKay, 1966)
- Подсемейство Narkinae Fowler, 1934 — Нарковые, или наркины
  - Crassinarke Takagi, 1951 — Крассинарки
    - Crassinarke dormitor Takagi, 1951 — Крассинарка

  - Electrolux Compagno & Heemstra, 2007
    - Electrolux addisoni Compagno & Heemstra, 2007

  - Heteronarce Regan, 1921
    - Heteronarce bentuviai (Baranes & J. E. Randall, 1989)
    - Heteronarce garmani Regan, 1921
    - Heteronarce mollis (Lloyd, 1907)
    - Heteronarce prabhui Talwar, 1981

  - Narke Kaup, 1826 — Нарки
    - Narke capensis (Gmelin, 1789) — Капская нарка
    - Narke dipterygia (Bloch & Schneider) — Индо-тихоокеанская нарка, или Индийский электрический скат
    - Narke japonica (Temminck & Schlegel, 1850) — Японская нарка, или японский электрический скат

  - Temera J. E. Gray, 1831 — Темеры
    - Temera hardwickii J. E. Gray, 1831 — Темера

  - Typhlonarke Waite, 1909 — Тифлонарки, или слепые электрические скаты
    - Typhlonarke aysoni (A. Hamilton, 1902) — Слепой электрический скат, или тифлонарка
    - Typhlonarke tarakea Phillipps, 1929 — Тифлонарка-таракеа